# Susan Edith Saxe
Susan Edith Saxe, née le 18 janvier 1949), est une Américaine qui est l'une des dix femmes à avoir figuré sur la liste des personnes les plus recherchées du FBI (en anglais : FBI's most wanted list) et l'une des trois femmes ayant étudié à l'Université Brandeis. Elle a été inscrite sur la liste le 17 octobre 1970 et y est restée jusqu'au 27 mars 1975. 

## Contexte
Étudiante à l'Université Brandeis, Saxe a fait partie des nombreux jeunes radicaux qui ont été placés sur la liste des personnes les plus recherchées du FBI au début des années 1970.  
Avec Katherine Ann Power, Stanley Ray Bond et les ex-condamnés William Gilday et Robert Valeri, elle projette de braquer une banque à Brighton (Boston). L'argent servira à financer une campagne contre la Guerre du Viêt Nam,. Le braquage tourne mal, car Gilday tue par balles Walter Schroeder, un officier du département de police de Boston. Elle s'en échappe, de même que Power, mais les trois autres complices sont arrêtés.  
Saxe est en fuite jusqu'en 1975 lorsqu'elle est arrêtée à Philadelphie après qu'un policier la reconnaît à partir d'une photo distribuée par le FBI le même jour. Elle purge sept ans de prison. Son procès a été l'un des premiers cas de Nancy Gertner, qui est devenue plus tard juge fédérale. Le juge Gertner décrit le procès comme son « premier gros dossier ». 
Un de ses poèmes est édité par Émilie Hache dans Reclaim, un recueil de textes écoféministes. 